# Komala Dewi
Komala Dewi (* 1. September 1989 in Sumedang) ist eine indonesische Badmintonspielerin. 

## Karriere
Komala Dewi stand im Viertelfinale der Waikato International 2007, New Zealand Open 2009, Vietnam Open 2009 und Indonesia International 2009. Ins Halbfinale schaffte sie es bei den Vietnam International 2008, 2009 und 2010 sowie bei den India Open 2010 und den Bitburger Open 2010. Finalistin war sie bei den Indonesia International 2010 und den Vietnam International 2011. Mit dem indonesischen Team gewann sie Gold bei der Sommer-Universiade 2011. Im Jahr 2015 gewann sie gemeinsam mit Fran Kurniawan die Vietnam International.